# Emily Short
Pour les articles homonymes, voir Short.
Emily Short est une autrice de fiction interactive, probablement mieux connue pour son premier jeu, Galatea, et pour son utilisation de PNJ psychologiquement complexes. Elle est l'autrice de plus de trente-cinq jeux en plus d'être la rédactrice en chef de l'ouvrage IF Theory Reader. Elle a écrit une chronique régulière sur la fiction interactive pour Rock, Paper, Shotgun.

## Œuvre en tant qu'autrice de fiction interactive
Un certain nombre d'œuvres de Short ont été saluées par les XYZZY Awards, un prix décerné chaque année par le grand public pour la fiction interactive,. 
Bien que beaucoup des premiers jeux de Short aient été écrits avec Inform, elle a ensuite expérimenté une variété de formats. Un de ces formats était Versu, un moteur de fiction interactive riche en intrigues et riche en histoires que Short a contribué à développer, qui a ensuite été abandonné par Linden Labs, la société propriétaire du moteur . Parmi les autres formats proposés, citons Varytale, pour lequel elle a développé le jeu Bee et un moteur personnalisé de Liza Daly (avec l’aide de la société Inkle pour le jeu First Draft of the Revolution. Les deux formats utilisent un moteur de fiction interactif basé sur des hyperliens.

## Inform
Short a joué un rôle majeur dans le développement du nouveau système radical de développement de la fiction interactive de Graham Nelson, Inform 7. Ses contributions les plus remarquables comprennent la rédaction de la plupart des 300 exemples de programmation documentés et la création de deux jeux de démonstration complets destinés à être publiés avec la version bêta de Inform 7.